# Intarzie

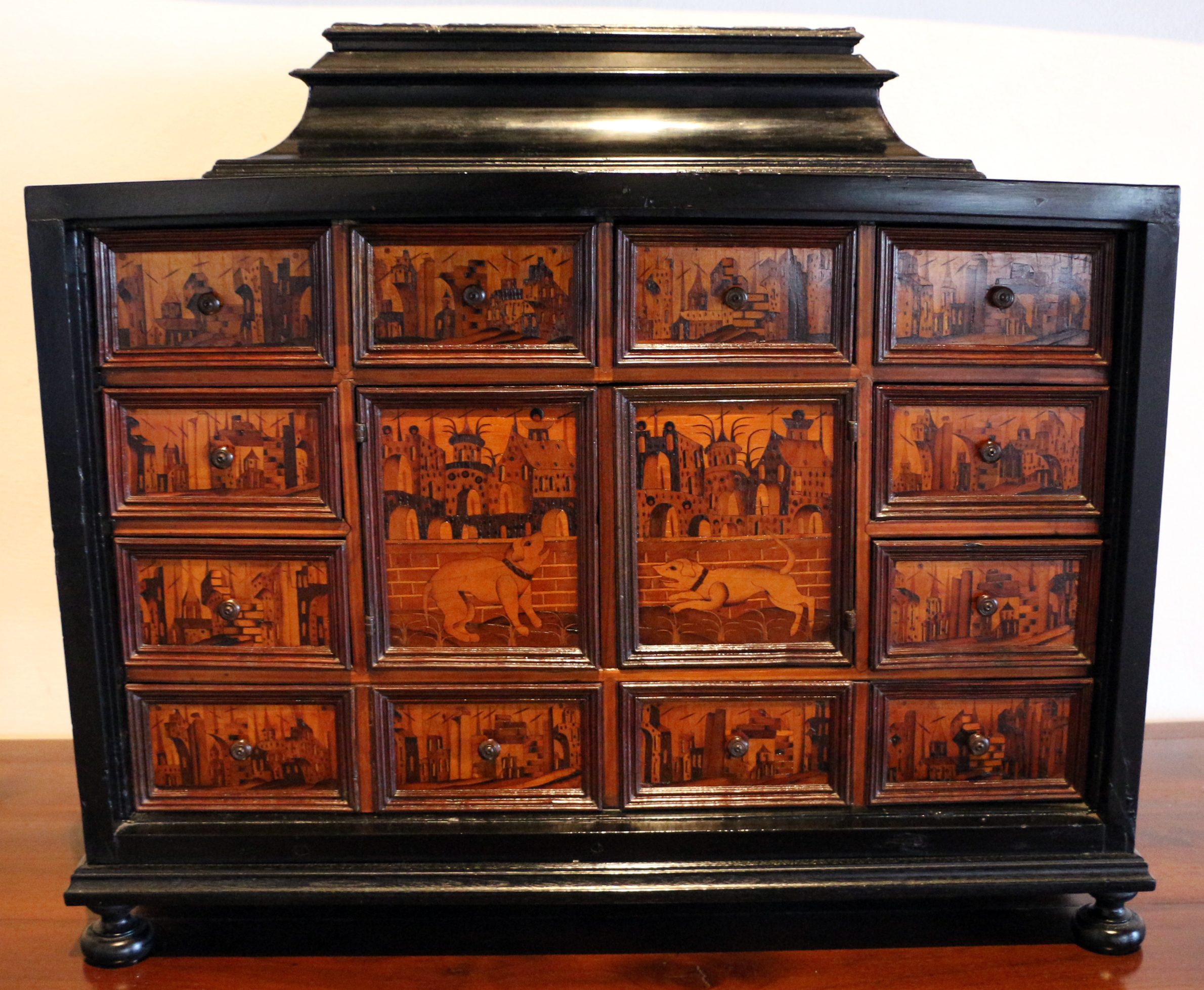
Intarzovaný kabinet v Palazzo ducale, Gubbio, 15. století

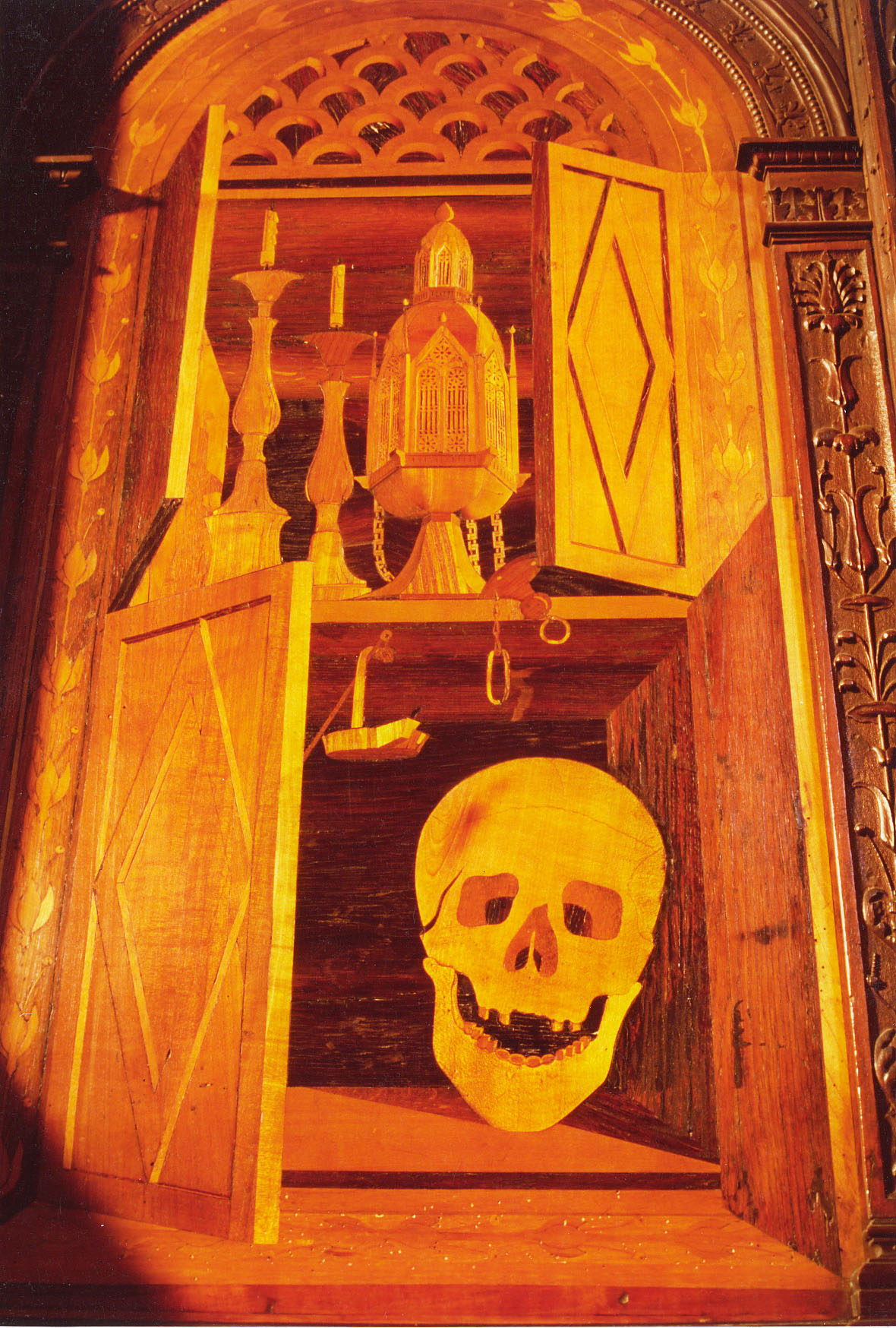
Fra Giovanni da Verona, Z chórové lavice v chrámu Santa Maria in organo; Verona kolem 1499

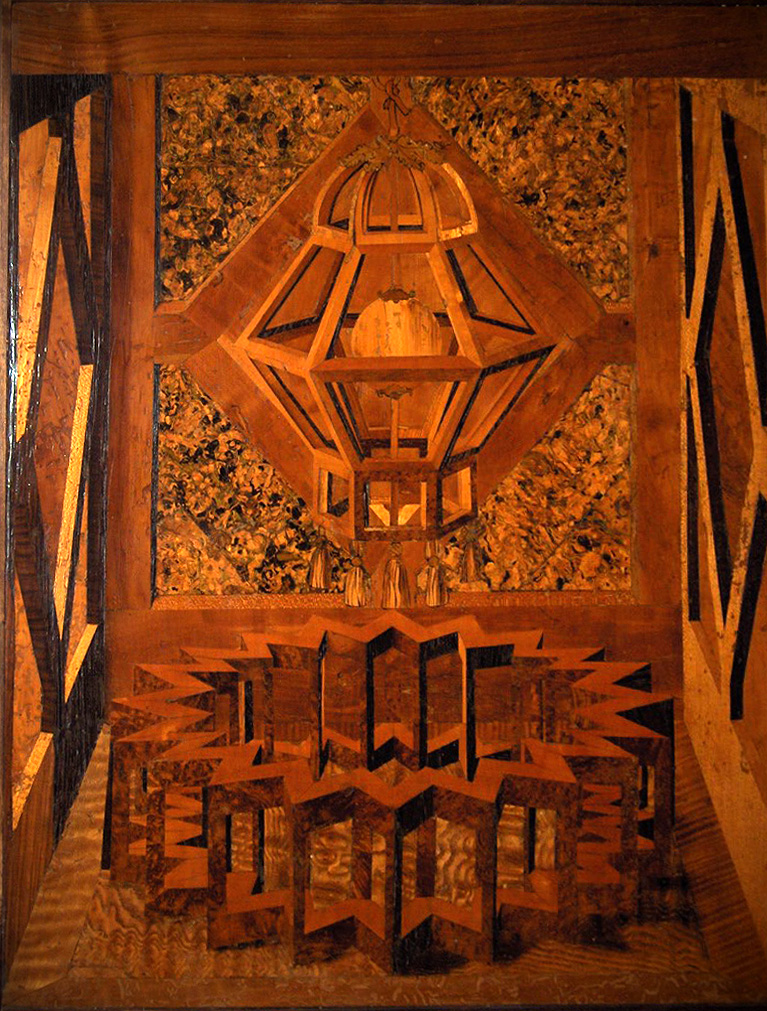
Damiano da Bergamo: Renesanční intarzie z chrámových dveří z roku 1537, Muzeum baziliky San Domenico, Bologna

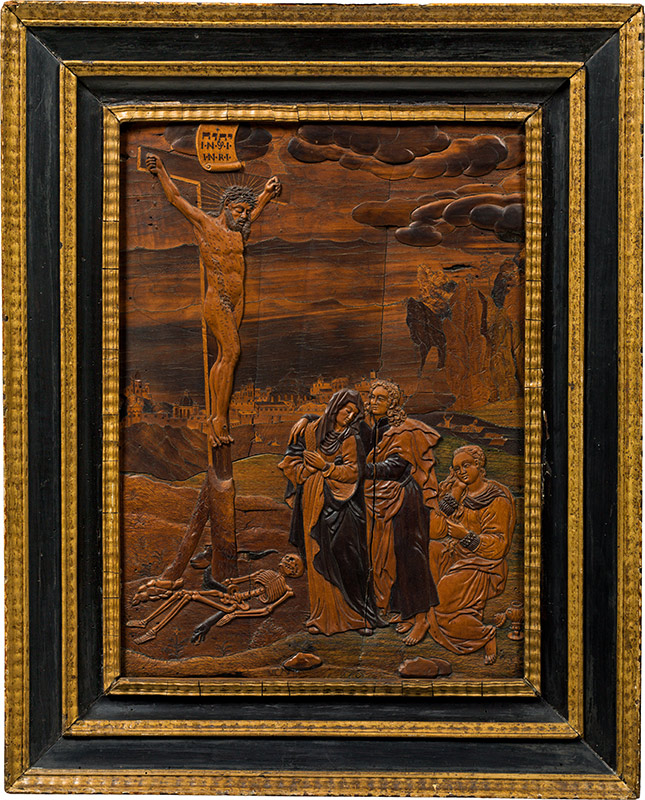
Chebská reliéfní intarzie s kalvárií, Cheb kolem 1650; z aukce v paláci Kinských, Vídeň

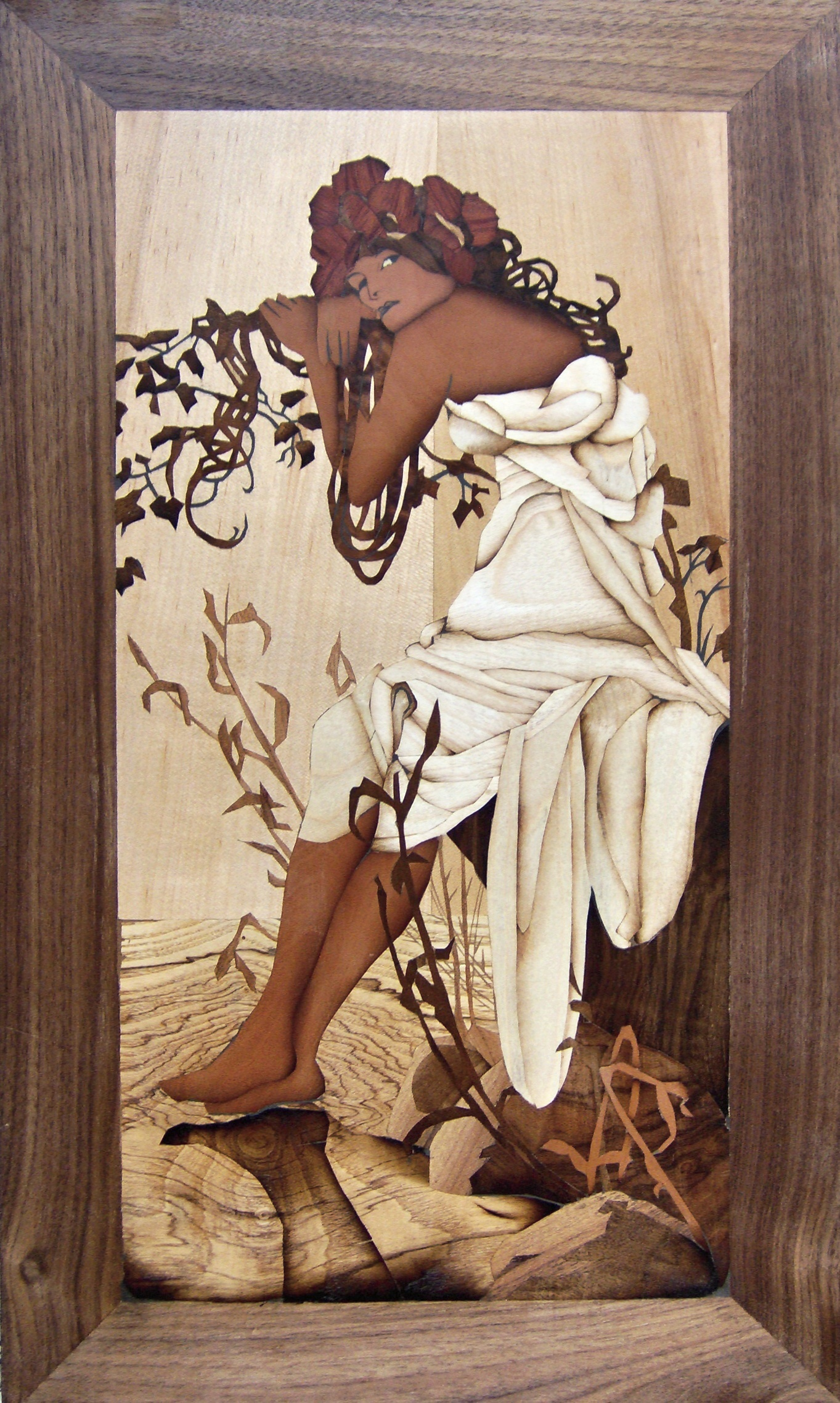
Novodobá intarzie s motivem dívky podle Alfonse Muchy

Intarzie je výtvarné dílo vytvořené skládáním a lepením dýh různých barev a struktur. Tyto prvky se vyřezávají do žádaných tvarů (geometrických obrazců, rostlinných či jiných konkrétních motivů) a skládají se do různých vzorů, obrazců, ornamentů, iluzivních architektur či figurálních scén. To se nazývá intarzií prostou (nebo také jednoduchou). Jestliže se dýhy skládají s jinými materiály, nazývá se intarzií kombinovanou neboli marketerií.
Dýhy se nejdříve pomocí nože, pilky na dřevo (tzv. furnier (furnýr) pilka) či lupénkovou pilkou nebo dnes i pilkou elektrickou (dekupírkou) vyříznou do požadovaného tvaru a poté se sesadí a slepí.

## Historie
Intarzie byla používána již ve starém Řecku, Římě a ve Egyptě. Evropská intarzie byla oblíbená ve vrcholném středověku, zejména ve Středomoří, v kombinované formě se slonovinou například na truhličkách italské rodiny Embriachi. Renesanční intarzie byla oblíbená na výplních skříněk a dvířkách, v Itálii byla zavedena koncem 15. století. V českých zemích se dochovaly intarzované kazetové stropy (například zámek Březnice, významné jsou také intarzie ze zámku v Třeboni nebo na zámku Lešná. V jiných objektech je intarzie kombinována s malbou.
Nejvíce intarzií se začalo užívat v období baroka a rokoka. Celoevropského významu tehdy nabyla chebská reliéfní intarzie, kterou v Chebu zavedl ve 30. letech 17. století řezbář Adam Eck a převzaly ji další tamní dílny. Tyto intarzie se podle grafických předloh skládají z motivů řezeb provedených v nízkém reliéfu, z různobarevných dřev, někdy mořených do zelena, hněda či mahagonu. Početná skupina intarzistů a marketérů pracovala ve francouzských dvorských dílnách Les Gobelins v Paříži. Rokokové a klasicistní intarzie se objevují často na psacích sekretářích, skříních a hracích stolcích.
Od 70. let 19. století se umělecká intarzie v Rakousko-Uhersku vyučovala na uměleckoprůmyslových školách obchodní a živnostenské komory, v českých zemích například v Praze, Brně, Hradci Králové nebo v Opavě. Předlohy kreslil například architekt Antonín Wiehl.

## Využití
Intarzií se zdobilo obložení stěn a kazetových stropů, podlahy, nábytek světský (skříňky, skříně, kabinety, čela křesel, desky stolů) i chrámové zařízení (oltáře, sanktuaria, kazatelny, zpovědnice, klekátka, pulpity, chórové lavice), rámy obrazů, zbraně a pomůcky (hlava kuše, pažba lovecké pušky, prachovnice), předměty denní potřeby (kazety, dózy, mísy). Původně intarzie vyráběli truhláři, později se osamostatnilo řemeslo intarzistů a uměleckých řezbářů.

## Materiál
Dříve se používaly řezané dýhy (byly to řezané destičky silné 3 až 8 mm, zvané švartny) dnes se používají dýhy krájené a loupané (0,6 až 2 mm). Nejdříve se používalo méně dřevin, hlavně kontrastních. Někteří výrobci začínali tím, že napodobovali kamenné mozaiky a postupně přecházeli přes geometrické obrazce až ke květinovým, krajinným, architektonickým či figurálním kompozicím či zátiším. Od renesance se znázorňovaly i perspektivní pohledy do sálů, chodeb, kostelů, zámků a pod.
Dřeva se kombinovala v dokonale sladěných barevných akordech. V marketérii se dřevo kombinovalo také s kostí, se slonovinou, želvovinou, perletí, mosazí či cínem.